# 仁者無敵
《仁者無敵》，是香港無線電視的劇集，於1980年首播，共20集。主題曲《仁者無敵》由顧嘉煇作曲、編曲，黃霑填詞，甄妮主唱。

## 劇情大纲
毕正武功高强而深藏不露，性格和蔼而生性善良，爱抱打不平，后来发觉一味杀戮，倚杖武力，并非济世的理想行径，反不如对人施以援手，救人于水深火热之中。自此毕正专注医理，开设医馆，并认识了方真、白愫怡、小茜等几位志同道合的朋友，除为百姓治病行医，亦对不平之事出面协助，以行仁济世的心愿为目的，终身为人民服务。经过一连串事件，毕正体会到武功并不能横扫于江湖，只要仁者才可以无敌于天下。

## 演員表

### 主要演員
- 盧海鵬 飾演 毕   正
- 石修 飾演 方   真
- 李琳琳 飾演 李   薇
- 景黛音 飾演 白素怡
- 廖启智 飾演 毛时俊
- 周秀兰 飾演 小   倩
- 关聪 飾演 白競文
- 李国麟 飾演 高   松
- 阮兆辉 飾演 吕   仁
- 陈国权 飾演 陆   成
- 杨炎棠 飾演 董   梦
- 龙天生 飾演 阿   生
- 汤镇业 飾演 阿   九
- 傅玉兰 飾演 朱五妹
- 骆恭 飾演 陈典史
- 叶萍 飾演 莫如虹
- 虞天伟 飾演 赵元正
- 曾玮明 飾演 苏伏林
- 钟志强 飾演 王百财
- 陈立品 飾演 林六婆

## 歌曲

### 主題曲
「仁者無敵」
填詞：黃霑
作曲、編曲：顧嘉煇
主唱：甄妮

## 電視節目的變遷
| 英屬香港無綫電視翡翠台 星期一至五 20.00-21.00 | 英屬香港無綫電視翡翠台 星期一至五 20.00-21.00 | 英屬香港無綫電視翡翠台 星期一至五 20.00-21.00 |
| --------------------------------------------- | --------------------------------------------- | --------------------------------------------- |
|                                               | 仁者無敵 (1980.7.21-1980.8.15)                |                                               |
| 發現灣 (1980.6.30-1980.7.18)                  | 上海灘續集 (1980.8.18-1980.9.12)              |                                               |